# Antioch X Eusebes
Antioch X Eusebes Filopator – władca państwa Seleucydów w latach od około 95 do 83 p.n.e., syn Antiocha IX.
Był jednym z uczestników ostrej walki o przejęcie władzy u kresu państwa Seleucydów. Pierwszym jego osiągnięciem było pokonanie swego kuzyna Seleukosa VI Epifanesa. Był to akt zemsty za zabicie ojca Antiocha Kyzikenosa. Oba przydomki Eusebes (noszony również przez Antiocha Kyzikenosa) oraz Filopator (kochający ojca) odnosiły się do tego sukcesu politycznego. Były również chęcią uczczenia własnego ojca. Antioch Eusebes panował nad Antiochią i terenami jej przyległymi (fragmentami Syrii i Cylicji), prowadząc wojny z czterema synami Antiocha VIII, Nabatejczykami i Partami.
Nie jest znana data zakończenia jego panowania. Józef Flawiusz wyznaczył datę jego śmierci na rok 90 p.n.e. Według tego starożytnego autora Antioch X Eusebes zginął w walce z Partami. Jego domenę przejął Filip I Filadelfos. Appian z Aleksandrii w swojej Historii rzymskiej napisał, iż Antioch Eusebes został pokonany, gdy ormiański król Tigranes II najechał Syrię w 83 p.n.e. W tym jednak przypadku nic nie wiadomo o jego późniejszych losach. Jego syn Antioch XIII był całkowicie zależny od rzymskiego wodza Pompejusza, który pokonał Tigranesa.